# Abacetus parvulus
Abacetus parvulus là một loài bọ chân chạy thuộc phân họ Pterostichinae. Loài này được Johann Christoph Friedrich Klug mô tả lần đầu năm 1853.
Abacetus là một chi bọ cánh cứng gồm các loài được tìm thấy ở châu Phi, châu Á, châu Âu và Úc.

## Phân loại (GBIF)
Giới: Animalia
Ngành: Arthropoda
Lớp: Insecta
Họ: Carabidae